# Mother's Milk
Mother's Milk (en anglès «Llet de la mare») és el quart àlbum d'estudi de la banda de rock nord-americana Red Hot Chili Peppers, publicat el 16 d'agost de 1989 baix el segell discogràfic EMI America Records. Després de la mort del guitarrista fundador Hillel Slovak i tot seguit l'expulsió del bateria Jack Irons, el vocalista Anthony Kiedis i el baixista Flea van fitxar John Frusciante com a guitarrista i Chad Smith com a bateria per substituir-los. Les influències de Frusciante varen fer canviar l'estil del conjunt, que donà més èmfasi a la melodia que al ritme i no pas a l'inrevés com havia fet anteriorment.
Comercialment l'àlbum va ser molt més reeixit que qualsevol dels anteriors. Mother's Milk va assolir la posició 52 a la Billboard 200 i va rebre reconeixement i crítiques positives pels senzills «Knock Me Down» i el cover de Stevie Wonder «Higher Ground». L'enregistrament va esdevenir el seu primer disc d'or a principis dels anys 90 i va servir com a punt d'inflexió del seu posterior èxit internacional. Malgrat la seva major influència, en un principi les crítiques sobre l'àlbum no foren tan bones com les del seu predecessor The Uplift Mofo Party Plan (1987). A la llarga, el disc va esdevenir de platí.

## Llista de pistes
Totes les cançons foren escrites i compostes per els Red Hot Chili Peppers (Anthony Kiedis, John Frusciante, Flea i Chad Smith) excepte on s'indiqui el contrari. 
| Núm. | Títol | Composició                             | Durada |
| ---- | --- | -------------------------------------- | ------ |
| 1.   | «Good Time Boys» (conté extractes de «Bonin' in the Boneyard» de Fishbone, «Try» de Thelonious Monster i «White Girl» de X) |                                        | 5:02   |
| 2.   | «Higher Ground» | Stevie Wonder                          | 3:23   |
| 3.   | «Subway to Venus» |                                        | 4:25   |
| 4.   | «Magic Johnson» |                                        | 2:57   |
| 5.   | «Nobody Weird Like Me» |                                        | 3:50   |
| 6.   | «Knock Me Down» |                                        | 3:45   |
| 7.   | «Taste the Pain» | Kiedis, Frusciante, Flea, D.H. Peligro | 4:32   |
| 8.   | «Stone Cold Bush» | Kiedis, Frusciante, Flea, Peligro      | 3:06   |
| 9.   | «Fire» (interpretada per Kiedis, Flea, Slovak i Irons)                                                                      | Jimi Hendrix                           | 2:03   |
| 10.  | «Pretty Little Ditty» (1:35 de durada abans de ser remasteritzada el 2003)                                                  | Frusciante, Flea                       | 3:07   |
| 11.  | «Punk Rock Classic» (conté una interpolació de «Sweet Child O' Mine» de Guns N' Roses)                                      |                                        | 1:47   |
| 12.  | «Sexy Mexican Maid» | Kiedis, Frusciante, Flea, Peligro      | 3:23   |
| 13.  | «Johnny, Kick a Hole in the Sky»                                                                                            |                                        | 5:12   |

| 14. | «Song That Made Us What We Are Today» (Demo)                                                          |              | 12:56 |
| 15. | «Knock Me Down» (Versió Llarga Original)                                                              |              | 4:44  |
| 16. | «Sexy Mexican Maid» (Versió Llarga Original)                                                          |              | 3:59  |
| 17. | «Salute to Kareem» (Demo)                                                                             |              | 3:24  |
| 18. | «Castles Made of Sand» (Enregistrada en directe el 21/11/1989 a Phantasy Theater, Cleveland, OH, EUA) | Jimi Hendrix | 3:19  |
| 19. | «Crosstown Traffic» (En directe)                                                                      | Jimi Hendrix | 2:53  |